# 23 юли
23 юли е 204-тият ден в годината според григорианския календар (205-и през високосна). Остават 161 дни до края на годината.

## Събития
- 1881 г. – Учредена е Международната федерация по гимнастика – първата международна спортна федерация.
- 1914 г. – България в Първата световна война: Предложението на Русия до Царство България за съюз в избухналата на 15 юли война е отхвърлено с мотив за неутралитет.
- 1929 г. – Фашисткото правителство на Италия забранява употребата на чужди думи в италианския език.
- 1942 г. – Холокост: Открит е концентрационния лагер Треблинка.
- 1942 г. – Втората световна война: Хитлер подписва заповед за провеждането на Операция Еделвайс, целяща превземането на петролните полета на Баку.
- 1942 г. – Процес срещу ЦК на БРП: На гарнизонното стрелбище в София са разстреляни Антон Иванов, Никола Вапцаров, Антон Попов, Петър Богданов, Георги Минчев и Атанас Романов.
- 1952 г. – Създадена е Европейската общност за въглища и стомана.
- 1952 г. – Под ръководството на генерал Мохамед Нагиб и Гамал Абдел Насър е извършен държавен преврат в Египет, при който е детрониран крал Фарук.
- 1974 г. – В Гърция е свалена от власт военната хунта на черните полковници.
- 1979 г. – Аятоллах Хомейни, духовен водач на Иран, забранява излъчването на музика по радиото и телевизията с мотива, че тя развращава младежта.
- 1983 г. – Самолетът при полет 143 на „Еър Канада“ (известен като „Гимли Глидър“) изчерпва горивото си и прави аварийно кацане в Гимли, Манитоба.
- 1991 г. – Тридесет и деветте протестиращи депутати, с изключение на Стоян Ганев, се завръщат в VII велико народно събрание.
- 1992 г. – Абхазия провъзгласява независимост от Грузия.
- 1995 г. – Двама американски любители на астрономия откриват една от най-наблюдаваните комети на 20 век – Хейл-Боп.
- 2002 г. – На 50-годишнината от основаването си Европейската общност за въглища и стомана е разпусната, а нейните активи са погълнати от Европейската общност.
- 2008 г. – Кабо Верде се присъединява към Световната търговска организация, като неин 153-ти член.
- 2010 г. – Създаване на Британската бой-банда One Direction от Хари Стайлс, Лиам Пейн, Луи Томлинсън, Найл Хоран и Зейн Малик
- 2010 г. – Излъчен е хилядният епизод на шоуто Първична сила на Световна федерация по кеч.
- 2014 г. – министър-председателят Пламен Орешарски депозира в деловодството на Народното събрание оставката на правителството си.
- 2014 г. – Самолетът при полет 222 на „ТрансЕйжа Еъруейс“ се разбива близо до летище Магонг, Хуси, Пенху, Тайван, умират 48 от 58 души на борда.

## Родени
- 1503 г. – Анна Ягелонина, кралица на Унгария и Бохемия († 1547 г.)
- 1649 г. – Климент XI, римски папа († 1721 г.)
- 1806 г. – Феликс Арвер, френски поет († 1850 г.)
- 1864 г. – Аполинарио Мабини, филипински идеолог († 1903 г.)
- 1876 г. – Айно Акте, финландска певица († 1944 г.)
- 1888 г. – Реймънд Чандлър, американски писател († 1959 г.)
- 1892 г. – Хайле Селасие, император на Етиопия († 1975 г.)
- 1899 г. – Густав Хайнеман, президент на ФРГ († 1976 г.)
- 1906 г. – Владимир Прелог, хърватски химик, Нобелов лауреат през 1975 г. († 1998 г.)
- 1914 г. – Борис Велчев, български политик († 1995 г.)
- 1923 г. – Ливиу Чулей, румънски режисьор († 2004 г.)
- 1933 г. – Ричард Роджърс, английски архитект († 2021 г.)
- 1946 г. – Александър Кайдановски, руски актьор († 1995 г.)
- 1951 г. – Иван Славов, български драматург († 2009 г.)
- 1957 г. – Тео ван Гог, холандски режисьор († 2004 г.)
- 1961 г. – Мартин Гор, британски музикант (Депеш Мод)
- 1961 г. – Уди Харелсън, американски актьор
- 1962 г. – Ерик Ла Сал, американски актьор
- 1965 г. – Слаш, американски китарист
- 1967 г. – Титию, шведска певица
- 1967 г. – Филип Хофман, американски актьор († 2014 г.)
- 1972 г. – Джоване Елбер, бразилски футболист
- 1973 г. – Дани Филт, британски певец
- 1973 г. – Моника Люински, американска стажантка в Белия дом
- 1975 г. – Алесио Такинарди, италиански футболист
- 1976 г. – Юдит Полгар, унгарска шахматистка
- 1976 г. – Владислав Христов, български поет и писател
- 1977 г. – Деница Николова, български политик и икономист
- 1979 г. – Живко Желев, български футболист
- 1979 г. – Сотирис Кирякос, гръцки футболист
- 1980 г. – Мишел Уилямс, американска певица
- 1981 г. – Дарио Дамянович, босненски футболист
- 1987 г. – Артър Напионтек, американски актьор
- 1988 г. – Пол Андерсън, английски футболист
- 1989 г. – Кристоф Бухнер, германски футболист
- 1989 г. – Даниел Радклиф, британски актьор
- 1999 г. – Мартин Желанков, български актьор

## Починали
- 1373 г. – Света Бригита, основателка на Ордена на бригитките (* 1303 г.)
- 1645 г. – Михаил, цар на Русия (* 1596 г.)
- 1674 г. – Петър Парчевич, български католически епископ (* 1612 г.)
- 1757 г. – Доменико Скарлати, италиански композитор (* 1685 г.)
- 1859 г. – Марселин Деборд-Валмор, френска поетеса (* 1786 г.)
- 1868 г. – Иван Попхристов, български революционер (* 1843 г.)
- 1885 г. – Юлисис Грант, 18-и президент на САЩ (* 1822 г.)
- 1901 г. – Васил Друмев, български духовник (* ок. 1840 г.)
- 1904 г. – Рудолф Амандус Филипи, немски учен (* 1808 г.)
- 1916 г. – Уилям Рамзи, шотландски химик, Нобелов лауреат през 1904 г. (* 1852 г.)
- 1942 г. – Антон Иванов, български партизанин (* 1884 г.)
- 1942 г. – Антон Попов, български журналист (* 1915 г.)
- 1942 г. – Атанас Романов, деец на БРП (к) (* 1911 г.)
- 1942 г. – Георги Минчев, български комунист (* 1907 г.)
- 1942 г. – Никола Вапцаров, български поет (* 1909 г.)
- 1942 г. – Петър Богданов, деец на БРП (к) (* 1908 г.)
- 1948 г. – Дейвид Уорк Грифит, американски режисьор (* 1875 г.)
- 1951 г. – Филип Петен, френски политик (* 1856 г.)
- 1955 г. – Кордел Хъл, държавен секретар на САЩ, Нобелов лауреат през 1945 г. (* 1871 г.)
- 1966 г. – Монтгомъри Клифт, американски актьор (* 1920 г.)
- 1968 г. – Хенри Дейл, британски неврофизиолог, Нобелов лауреат през 1936 г. (* 1875 г.)
- 1986 г. – Адолфо Балончиери, италиански футболист и треньор (* 1897 г.)
- 1999 г. – Хасан II, крал на Мароко (* 1929 г.)
- 2002 г. – Катя Паскалева, българска актриса (* 1945 г.)
- 2002 г. – Уилям Пиърс, американски политик (* 1933 г.)
- 2006 г. – Агоп Мелконян, български писател (* 1949 г.)
- 2011 г. – Ейми Уайнхаус, английска певица (* 1983 г.)

## Празници
- Египет – Ден на революцията (1952 г., национален празник)
- Италия – Празник на град Равена